# Insi Deus
Insi Deus — дебютный студийный альбом супергруппы Stardown, вышел в 2006 году на лейбле Mazzar Records. Автором всей лирики альбома является Ardentis. Альбом посвящён Ангелам Хранителям.

## Об альбоме
Insi Deus первый альбом, записанный группой при участии продюсера Jacob Hansen. Альбом был записан c сентября по октябрь 2005 года на питерской студии ДДТ под руководством звукоинженера Юрия Смирнова и его ассистента Дмитрия Митрофаненко. Альбом микшировал Jacob Hansen в конце октября 2005 года на собственной студии Hansen Studios, Дания. 1 марта 2006 года на лейбле Mazzar Records выходит альбом «Insi Deus». В день выхода альбома состоялась его презентация в питерском клубе Red Club. Stardown выступили с группами Korea и Perimeter, у которых также выходили дебютные альбомы в этот день на Mazzar Records. Специальным гостем выступала группа Hostile Breed. 24 апреля 2006 на телеканале A-One состоялась премьера видеоклипа на песню Shinjitsu в программе «Свежак», который на долгое время попадает в ротацию телеканала.
28 апреля 2007 года состоялось переиздание альбома ограниченным тиражом (1000 дисков) в виде digipak с бонус-треком «Desolate Earth», новой обложкой и оформлением. В этот же день прошла презентация переиздания в виде автограф-сессии и живым выступлением c группой Korea в московском клубе «Plan B» .

## Список композиций
| №   | Название                 | Автор(ы)                              | Длительность |
| --- | ------------------------ | ------------------------------------- | ------------ |
| 1.  | «Deep Sorrow»            | Ardentis                              | 0:42         |
| 2.  | «War For Oil»            | Alex Pavlov                           | 3:09         |
| 3.  | «Can't Disroot»          | Alex Pavlov                           | 4:18         |
| 4.  | «Shinjitsu»              | Ardentis                              | 3:59         |
| 5.  | «Such Is Life (The Way)» | Alex Pavlov                           | 3:33         |
| 6.  | «Inside Us»              | Ardentis                              | 4:15         |
| 7.  | «Emptiness»              | Alex Pavlov, Ardentis, Даниил Светлов | 2:48         |
| 8.  | «Disrespect»             | Alex Pavlov                           | 3:58         |
| 9.  | «Six Days»               | Ardentis                              | 3:44         |
| 10. | «Thanks»                 | Alex Pavlov                           | 3:22         |
| 11. | «Desolate Earth»         | Ardentis                              | 3:48         |
| 12. | «Voice Inside»           | Alex Pavlov                           | 5:31         |

| №   | Название                       | Автор(ы)    | Длительность |
| --- | ------------------------------ | ----------- | ------------ |
| 13. | «Can't Disroot (instrumental)» | Alex Pavlov | 4:17         |

## В записи участвовали
- Ardentis — вокал, гитара, сопродюсер
- Alex Pavlov (Amatory) — гитара, сопродюсер
- Даниил Светлов (Amatory) — барабаны
- Стас Рождественский (Korea) — бас-гитара
- Jacob Hansen — продюсер, сведение, мастеринг

### Featuring
- Jacob Hansen (Invocator) — гитарное соло в «Inside Us»
- Alex Pavlov — клавишные в «Can’t Disroot», «Emptiness» и «Voice Inside»
- Ardentis — клавишные в «Desolate Earth», Outro «Voice Inside»